# Дойзельбах
Дойзельбах (нем. Deuselbach) — община в Германии, в земле Рейнланд-Пфальц. 
Входит в состав района Бернкастель-Витлих. Подчиняется управлению Тальфанг ам Эрбескопф.  Население составляет 251 человек (на 31 декабря 2010 года). Занимает площадь 4,03 км².

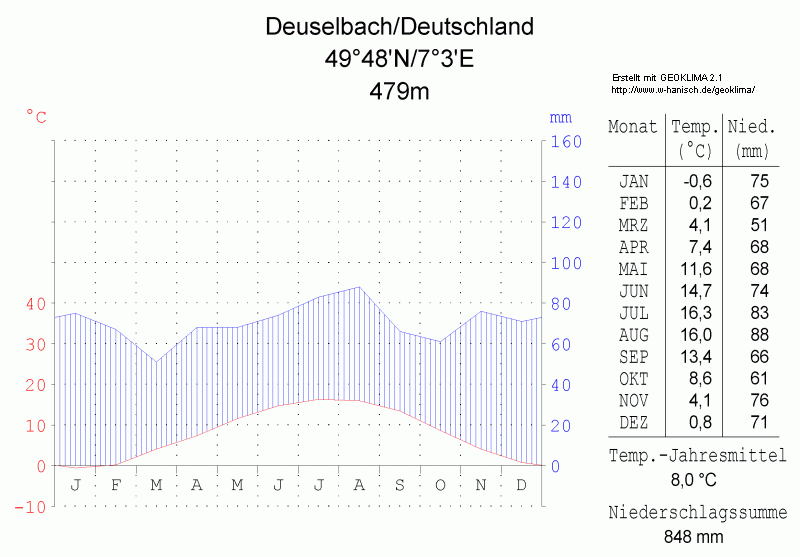
Климат-диаграмма Дойзельбаха